# Cittiglio
Cittiglio (lombardul: Stì) település Olaszországban, Varese megyében. Lakosainak száma 3799 fő (2023. január 1.). Cittiglio Brenta, Caravate, Castelveccana, Gemonio és Laveno-Mombello községekkel határos.

## Népesség
A település népességének változása:
| Lakosok száma | 3923 | 3874 | 3799 |
|               | 2017 | 2018 | 2023 |